# Steve Hansen
Stephen William "Steve" Hansen KNZM (* 7. Mai 1959 in Dunedin) ist ehemaliger neuseeländischer Rugbyspieler. Er ist ehemaliger Trainer der neuseeländischen Rugbynationalmannschaft, der All Blacks.

## Leben
Zwischen 1978 und 1987 absolvierte er 33 Spiele in der ersten australischen Rugby-Liga, darunter waren 21 Einsätze für Canterbury. Als Spielkapitän der Marist führte er diese 1984 zum „Christchurch Senior Club-Titel“. Das war der erste Titel der Marist seit 1952.
Seit 1997 arbeitet er als Trainer. Seine erste Trainerstation war bei Canterbury. Dort trainierte er die Mannschaft bis 2001.
Von 2002 bis 2004 war er Trainer der walisischen Nationalmannschaft. Danach wechselte er zurück nach Neuseeland zu den All Blacks, wo er neben Graham Henry und Wayne Smith als Assistenztrainer arbeitete. Ab 2011 war Steve Hansen Cheftrainer der All Blacks. Unter seiner Leitung gewann Neuseeland 2015 die Weltmeisterschaft. Nach dem Gewinn der Bronzemedaille bei der WM 2019 endete seine Tätigkeit bei den All Blacks.

## All Blacks Trainerrekorde
| Gegner                  | Spiele | gewonnen | verloren | unentschieden | Durchschnitt der gewonnenen Spiele(%) |
| ----------------------- | ------ | -------- | -------- | ------------- | ------------------------------------- |
| Argentinien             | 15     | 15       | 0        | 0             | 100                                   |
| Australien              | 23     | 18       | 2        | 3             | 78,26                                 |
| British and Irish Lions | 3      | 1        | 1        | 1             | 33,33                                 |
| Kanada                  | 1      | 1        | 0        | 0             | 100                                   |
| England                 | 8      | 6        | 0        | 2             | 75                                    |
| Frankreich              | 10     | 10       | 0        | 0             | 100                                   |
| Georgien                | 1      | 1        | 0        | 0             | 100                                   |
| Irland                  | 9      | 7        | 0        | 2             | 77,78                                 |
| Italien                 | 3      | 3        | 0        | 0             | 100                                   |
| Japan                   | 2      | 2        | 0        | 0             | 100                                   |
| Namibia                 | 2      | 2        | 0        | 0             | 100                                   |
| Samoa                   | 2      | 2        | 0        | 0             | 100                                   |
| Schottland              | 3      | 3        | 0        | 0             | 100                                   |
| Südafrika               | 16     | 13       | 1        | 2             | 81,25                                 |
| Tonga                   | 2      | 2        | 0        | 0             | 100                                   |
| Vereinigte Staaten      | 1      | 1        | 0        | 0             | 100                                   |
| Wales                   | 6      | 6        | 0        | 0             | 100                                   |
| Gesamt                  | 107    | 93       | 4        | 10            | 86,92                                 |